# Кясуконна
Кя́суконна (ест. Käsukonna küla) — село в Естонії, у волості Ярва повіту Ярвамаа.

## Населення
Чисельність населення на 31 грудня 2011 року становила 110 осіб.

## Географія
Через населений пункт проходить автошлях 2 (Таллінн — Тарту — Виру — Лугамаа), естонська частина європейського маршруту E263.

## Історія
У процесі адміністративної реформи 1977 року до села Кясуконна приєднана територія ліквідованого села Германі.
З 19 грудня 1991 до 21 жовтня 2017 року село входило до складу волості Імавере.
14 вересня 2015 року з частини села Кясуконна відновлено село Германі.